# 西之浦村
西之浦村（にしのうらそん）は、岡山県浅口郡にあった自治体である。

## 概要
現在の倉敷市水島地域のうち連島地区西部の連島町西之浦および鶴の浦・連島中央の各一部に当たる。西高梁川左岸に位置した。

## 沿革
- 寛永6年（1629年） - 西阿知から連島までの干拓が完成し、連島は陸続きの半島となる[3]。
- 正保3年（1646年） - 連島（代表村名は阿賀羅村）から西之浦村が独立し成羽代官小川藤左衛門の所管となる。残りは矢柄村となり倉敷代官彦坂平九郎の所管となる[3]。
- 万治元年（1658年） - 連島の村々は編成替により、西之浦（枝村の大江を除く）と矢柄村（枝村の茂浦・江長を除く）が成羽の領主山崎豊治の領地となり、山崎領は明治の初めまで続く[3]。
- 天保5年（1834年） - 隣接する鶴新田が鶴新田村として独立。北面新田が西之浦・矢柄村から独立し倉敷天領となる[3]。
- 明治5年（1872年）5月 - 西之浦村と鶴新田村が合併して西之浦村となる[3]。
- 1875年（明治8年）6月28日 - 西之浦村ノ内北面新田と矢柄村ノ内北面新田が合併して北面新田村となる[3][4]。
- 1877年（明治10年）5月 - 北面新田村を廃止し、旧西之浦分北面を西之浦村に編入する[3]。
- 1880年（明治13年）3月27日 - 鶴新田村を分村する[3]。
- 1883年（明治16年）2月15日 - 連合戸長役場制度発足により、浅口郡第三部戸長役場を西之浦村に設置し、同村と鶴新田村を管轄[3][4]。
- 1889年（明治22年）6月1日 - 町村制の施行により、自治体としての西之浦村が発足。大字は編成せず[2]。役場を字前町に設置[3][4]。
- 1903年（明治36年）1月1日 - 鶴新田村・亀島村・連島村（初代）と合併し、新たに連島村（2代）発足。連島村大字西之浦となる[1]。

## 行政

### 戸長
- 郡区町村編制法施行後（1878年12月8日 - 1883年2月15日）：三宅和太郎 - 岡本泰吾 - 山本鎮
- 浅口郡第三部戸長役場（所在地：西之浦村、管轄区域：西之浦村・鶴新田村、1883年2月16日 - 1889年5月）：山本鎮 - 岡本泰吾 - 矢部逸次郎 - 山本鎮 - 脇本愛侶 - 三宅千万人

### 歴代村長
| 代         | 氏名       | 就任年月日                | 退任年月日                 | 備考 |
| ---------- | ---------- | ------------------------- | -------------------------- | ---- |
| 初         | 矢部逸次郎 | 1889年（明治22年）8月29日 | 1893年（明治26年）8月28日  |      |
| 2          | 矢部逸次郎 | 1893年（明治26年）8月29日 | 1897年（明治30年）8月28日  |      |
| 3          | 早瀨和平次 | 1897年（明治30年）9月8日  | 1901年（明治34年）4月19日  |      |
| 4          | 早瀨和平次 | 1901年（明治34年）6月13日 | 1902年（明治35年）12月31日 |      |
| 参考文献 - |            |                           |                            |      |

## 教育
- 西浦尋常小学校（現・倉敷市立連島西浦小学校）[3]

## 主要施設
- 箆取神社

## 交通
西高梁川対岸の玉島へは弁財天渡しという船渡しで行き交いしていたが、1875年（明治8年）に小野九一郎によって長さ291mの木造の橋が架けられ、霞橋と命名された。明治末期に東西に分かれていた高梁川を統合する改修工事のため橋は撤去され、その後1928年（昭和3年）に鉄橋で架け替えられた。